# Decreto Poletti
Il decreto-legge 20 marzo 2014, n. 34 (noto anche come decreto Poletti dal nome del Ministro del Lavoro Giuliano Poletti del governo Renzi) è un atto normativo della Repubblica Italiana.
Convertito in legge 16 maggio 2014, n. 78, costituì una prima parte della riforma del mercato del lavoro realizzata dal governo del periodo, chiamata poi informalmente Jobs Act.

## Storia
Il segretario del PD Matteo Renzi, appena nominato nel 2013, tra le nuove proposte per superare la crisi economica e la disoccupazione, rese noto l'avvio di una campagna di semplificazione della normativa per rendere più facile alle imprese il licenziamento e l'assunzione di lavoratori in un momento di elevato tasso di disoccupazione.
Per questo motivo, una volta giunto al governo Renzi varò importanti riforme del mercato del lavoro, tra cui appunto il decreto Poletti e l'assai contestato Jobs Act.

## Descrizione

### Analisi e contenuto
Il decreto ha riguardato i contratti di lavoro con contratto a tempo determinato e di apprendistato. Di seguito i principali contenuti:
- contratti a termine: il limite entro il quale il datore di lavoro non è tenuto ad indicare le ragioni tecniche, organizzative, produttive o sostitutive che rendono legittima l'apposizione di un termine al contratto del suo dipendente è di 36 mesi, con un massimo di 5 proroghe. C'è poi un tetto legale di utilizzo dei contratti a termine: il numero dei contratti a tempo determinato rispetto a quelli a tempo indeterminato non può superare il 20%
- sanzioni: sono di tipo amministrativo; ciò vuol dire che chi supererà il tetto del 20% verrà punito con una multa pari al 20% della retribuzione complessiva del ventunesimo contratto a tempo determinato per tutta la sua durata. La percentuale sale al 50% per i contratti successivi.
- regime transitorio: fino al 31 dicembre, oltre alla norma del 20%, saranno valide le regole dei contratti vigenti. Ciò vuol dire che le imprese dovranno adeguarsi al tetto del 20%, sempre che il contratto collettivo applicabile non sia più favorevole.
- enti di ricerca: per gli istituti pubblici e privati che operano nella ricerca il limite del 20% non è obbligatorio in ragione della specificità dell'attività svolta.
- aziende con meno di 5 dipendenti: stessa cosa per le aziende con meno di 5 dipendenti, anche in questo caso non c'è l'obbligo del tetto del 20%.
- apprendistato: è pari al 20% la quota degli apprendisti da stabilizzare a fine contratto, ma solo per le aziende con oltre 50 dipendenti. L'accordo prevede un piano formativo individuale. I contratti di apprendistato potranno riguardare anche gli studenti di quarta e quinta superiore, anche se con età inferiore ai 18 anni.

### Iter di approvazione
L'iter di approvazione parlamentare del decreto legge fu di circa 20 giorni e avvenne circa un mese dopo il suo varo. Di seguito i vari passaggi:
- 12 marzo 2014 - Il Consiglio dei Ministri vara il decreto-legge;
- 20 marzo 2014 - Il Presidente della Repubblica Giorgio Napolitano firma il decreto-legge;
- 24 aprile 2014 - La Camera approva il ddl di conversione del decreto con 282 sì, 161 no e 1 astenuto.
- 7 maggio 2014 - Il Senato approva, modificandolo, il ddl di conversione del decreto con 158 sì e 122 no;
- 15 maggio 2014 - La Camera approva in via definitiva il ddl di conversione del decreto con 279 sì, 143 no e 3 astenuti;
- 16 maggio 2014 - Il Presidente della Repubblica Giorgio Napolitano firma la legge di conversione del decreto;